# Jean Temerson
Ne doit pas être confondu avec Jean Temerson (acteur américain).
Lucien Jean Temersohn dit Jean Témerson, né le 12 juin 1898 à Paris, ville où il est mort le 9 août 1956, est un acteur français.

## Biographie
Fils d'un chapelier de la rue des Rosiers d'origine polonaise, Jean Témerson naît le 12 juin 1898 dans le 4e arrondissement de Paris. Il est mobilisé en avril 1917 dans l'aviation mais est réformé dès le mois de juillet suivant après qu'il a été diagnostiqué atteint de la maladie de Basedow. À l'époque, il exerçait la profession de mécanicien-tourneur dans l'atelier de son père.
Associé avec ses frères dans la SNC Les fils de M. Temersohn (négoce de draps et de tissus), il ouvre une boutique de chemiserie qu'il sera contraint de fermer, trop occupé par ses activités de comédien amateur. Après cette expérience, Jean Témerson abandonnera définitivement toute activité commerciale pour se consacrer entièrement à sa passion du théâtre. Il entre alors dans la troupe de France Darget, Le Coryphée. Ce n'est que beaucoup plus tard, en 1936, qu'il va faire sa première apparition sur les écrans de cinéma. Le comédien, alors très populaire, va voir sa carrière s'interrompre brutalement avec la déclaration de guerre et les conséquences de l'Armistice.
De confession juive, Jean Témerson est en effet déchu de la nationalité française et interdit de travail par le gouvernement de Vichy. Devenu apatride, il quitte alors Paris et se réfugie dans la zone libre puis entre dans la clandestinité après son invasion par l'armée allemande (Troisième Reich) en novembre 1942. Il réapparaît au théâtre et au cinéma dès 1945.
Jean Témerson meurt célibataire des suites d'une opération au sein à l'Hôpital Tenon dans le 20e arrondissement le 9 août 1956. Il est inhumé dans le caveau de famille Temersohn au cimetière parisien de Bagneux (3e division).

## Théâtre
- 1919 : Écho et Narcisse, comédie en 1 acte en vers d'Alfred Poizat, à la Comédie des Champs-Élysées (28 mai) : Silvius[11]
- 1921 : La Poncella de Francia, pièce de Lope de Vega, adaptation française de Camille Le Senne et Léon Guillot de Saix, au théâtre Récamier (1er mars) : Bedford[12]
- 1923 : Marie de Magdala, pièce biblique de Wilfrid Lucas, à la Mairie du 6e arrondissement (15 avril)[13]
- 1923 : Les Polichinelles, pièce en 4 actes d'Henry Becque, au Salon d'Automne (1er décembre)[14]
- 1930 : Andromaque, tragédie en 5 actes en vers de Jean Racine, au Cinéma-Pathé de Saint-Denis (30 avril)[15]
- 1932 : Iphigénie, tragédie en 5 actes en vers de Jean Racine, au théâtre médiéval de Provins (12 juin)
- 1934 : L'Habitude, ou Vingt ans de captivité, pièce en 1 acte d'André Paysan, au Studio des Champs-Élysées (9 novembre) : M. Debord
- 1935 : Le Chrysanthème blanc, comédie chinoise en 1 acte de Lucie Paul-Margueritte, au théâtre Albert 1er (26 mars) : Mao
- 1935 : Embrassez-moi, pièce en 3 actes de Tristan Bernard, Yves Mirande et Gustave Quinson, au théâtre du Palais-Royal (30 juillet) : Joseph
- 1935 : Un chèque important, pièce en 1 acte de Tristan Bernard, au théâtre Albert 1er (25 avril) : Constantin Leptos[16]
- 1936 : Le Saphir, pièce en 1 acte d'Armand Somès, au théâtre Antoine (7 février)
- 1936 : Europe, pièce en 3 actes en vers de Maurice Rostand, au théâtre Pigalle (19 février) : Bismarck / Samovar
- 1936 : La vie est si courte..., comédie en 3 actes et 5 tableaux de Léopold Marchand, mise en scène de Jacques Baumer, au théâtre Pigalle (18 avril) : Jean, le valet de chambre
- 1936 : La Marseillaise, pièce en 1 acte en vers d'Émile Ripert et Gaston Picard, sur Radio-Paris (28 juin)
- 1936 : 14 juillet, pièce de Romain Rolland, musique de scène de Darius Milhaud, à l'Alhambra (13 juillet)
- 1936 : Bertrand de Born, comédie héroïque en 10 tableaux de Jean Valmy-Baysse, musique de scène de Darius Milhaud, au théâtre antique d'Orange (2 août) : Cornils
- 1936 : Tout le monde descend, pièce en 3 actes de Jean Guitton, au théâtre du Palais-Royal (octobre) : le valet de chambre
- 1936 : Zizippe, comédie-vaudeville en 3 actes de Charles Méré, au théâtre du Palais-Royal (7 novembre)
- 1937 : Ubu enchaîné, pièce en 1 acte d'Alfred Jarry, au théâtre d'essai de l'Exposition universelle de 1937 (23 septembre) : le Père Ubu[17]
- 1937 : La Femme de César, pièce en 8 tableaux d'Henri Clerc, au Cercle des Escholiers (décembre)
- 1938 : Le Monde à l'envers, comédie de Roger Ferdinand et Jacques Darieux d'après une nouvelle de Georges Dolley, au théâtre de l'Étoile (4 février) : le syndic[18]
- 1938 : Matinée de soleil, pièce en 1 acte de Serafin Alvarez Quintero, traduction de Jean Camp, sur Radio Tour Eiffel (14 août)
- 1947 : Une mort sans importance, comédie burlesque en 3 actes et 4 tableaux d'Yvan Noé et Pierrette Caillol, mise en scène d'Yvan Noé, au théâtre de la Potinière (octobre) : Arthur
- 1948 : Peter Schlemihl, pièce en 3 actes d'après le récit fantastique d'Adalbert von Chamisso, adaptation française de Paul Gilson, à la Radiodiffusion française (25 décembre)
- 1950 : Bobosse, comédie en 3 actes et 4 tableaux d'André Roussin, mise en scène de l'auteur, au théâtre royal du Parc à Bruxelles (9 février), au théâtre des Célestins à Lyon (18 février) et au théâtre de la Michodière à Paris (14 mars) : un agent
- 1953 : Demeure chaste et pure, comédie en 3 actes d'après la pièce de George Axelrod The Seven Year Itch, adaptation française et mise en scène de Jacques Deval, au théâtre Édouard VII (30 septembre) : le docteur Boorbaker
- 1955 : Le Troisième Jour de Ladislas Fodor, mise en scène de Victor Francen, au théâtre des Ambassadeurs

## Filmographie
- 1936 : L'Amant de Madame Vidal d'André Berthomieu : Guillaume, le domestique
- 1936 : Avec le sourire de Maurice Tourneur : Cam
- 1936 : Blanchette de Pierre Caron
- 1936 : Le Revenant - court métrage -
- 1937 : L'Alibi de Pierre Chenal : Jojo, l'ami de Dany
- 1937 : Boulot aviateur de Maurice de Canonge
- 1937 : Le Messager de Raymond Rouleau : le maître d'hôtel
- 1937 : Pépé le Moko de Julien Duvivier : Gravère
- 1937 : Ramuntcho (film, 1937) de René Barberis : Salaberry
- 1937 : Rendez-vous Champs-Élysées de Jacques Houssin
- 1937 : La Chaste Suzanne de André Berthomieu : Alexis
- 1937 : Prince de mon cœur de Jacques Daniel-Norman : Tsoupoff, le chambellan
- 1937 : Le Gagnant d'Yves Allégret - moyen métrage -
- 1938 : Les Deux combinards de Jacques Houssin : Ernest, le larbin
- 1938 : Le Révolté de Léon Mathot et Robert Bibal : Blotaque
- 1938 : Le Danube bleu de Emile-Edwin Reinert : Alexander
- 1938 : Alerte en Méditerranée de Léo Joannon : Le docteur Laurent
- 1938 : Le Capitaine Benoît de Maurice de Canonge : Tripoff, le touriste
- 1938 : Mon oncle et mon curé de Pierre Caron : le chauffeur
- 1938 : Quand le cœur chante de Bernard Roland - court métrage -
- 1938 : Les Cinq Sous de Lavarède de Maurice Cammage : Tartinovitch
- 1938 : La Piste du sud de Pierre Billon : Chailloux
- 1938 : Barnabé de Alexandre Esway : Firmin
- 1938 : Éducation de Prince de Alexandre Esway : Hector, le valet de chambre
- 1938 : Le Joueur d'échecs de Jean Dréville : Stanislas, le roi de Pologne
- 1939 : Monsieur Brotonneau de Alexandre Esway : L'huissier
- 1939 : Le Bois sacré de Léon Mathot : L'huissier
- 1939 : Pièges de Robert Siodmak : l'inspecteur batal
- 1939 : Raphaël le tatoué de Christian-Jaque : Monsieur Chromo
- 1939 : Berlingot et compagnie de Fernand Rivers : Donnadieu
- 1939 : Les Gangsters du château d'If de René Pujol : Papalouche
- 1940 : Monsieur Hector de Maurice Cammage : Le baron Grondin
- 1940 : Le Président Haudecœur de Jean Dréville : Capet
- 1940 : Soyez les bienvenus de Jacques de Baroncelli
- 1941 : Volpone de Maurice Tourneur : Voltore, le notaire
- 1945 : Les Malheurs de Sophie de Jacqueline Audry : Le policier
- 1945 : Une femme coupée en morceaux de Yvan Noé
- 1946 : L'Ennemi sans visage de Maurice Cammage et Robert-Paul Dagan : Hector, le valet
- 1946 : On ne meurt pas comme ça de Jean Boyer : Le commissaire
- 1947 : Cœur de coq de Maurice Cloche : Stanislas Pugilaskoff
- 1947 : Cargaison clandestine de Alfred Rode
- 1947 : Si jeunesse savait de André Cerf : Fred
- 1947 : Une mort sans importance de Yvan Noé : Arthur
- 1948 : L'Armoire volante de Carlo Rim : Le deuxième habitué
- 1948 : Manon de Henri-Georges Clouzot : Le portier du "Magic"
- 1949 : Fantômas contre Fantômas de Robert Vernay : Le président du consortium du marché noir
- 1949 : Miquette et sa mère de Henri-Georges Clouzot : Saint-Giron, un comédien
- 1949 : L'Atomique Monsieur Placido de Robert Hennion : Un maître d'hôtel
- 1949 : Tête blonde de Maurice Cam
- 1950 : Véronique de Robert Vernay : Maître Corbin
- 1950 : Sans tambour ni trompette de Roger Blanc
- 1950 : Le Gang des tractions-arrière de Jean Loubignac
- 1950 : La Belle que voilà de Jean-Paul Le Chanois : Théophile
- 1950 : Dominique de Yvan Noé
- 1950 : Coq en pâte de Carlo Felice Tavano
- 1951 : Le Cap de l'espérance de Raymond Bernard : Le docteur Pagolos
- 1952 : Bacchus mène la danse de Jacques Houssin (film resté inachevé)
- 1954 : Le Grand Jeu de Robert Siodmak : Xavier Noblet
- 1954 : La Reine Margot de Jean Dréville : L'aubergiste de "La belle étoile"
- 1954 : Le Comte de Monte-Cristo de Robert Vernay : Louis XVIII dans la première époque
- 1955 : Les Diaboliques de Henri-Georges Clouzot : Le garçon d'hôtel

## Distinctions
- Officier d'académie (arrêté du ministre de l'Éducation nationale du 4 juin 1939)[19].